# Cheville (assemblage)
Pour les articles homonymes, voir Cheville.

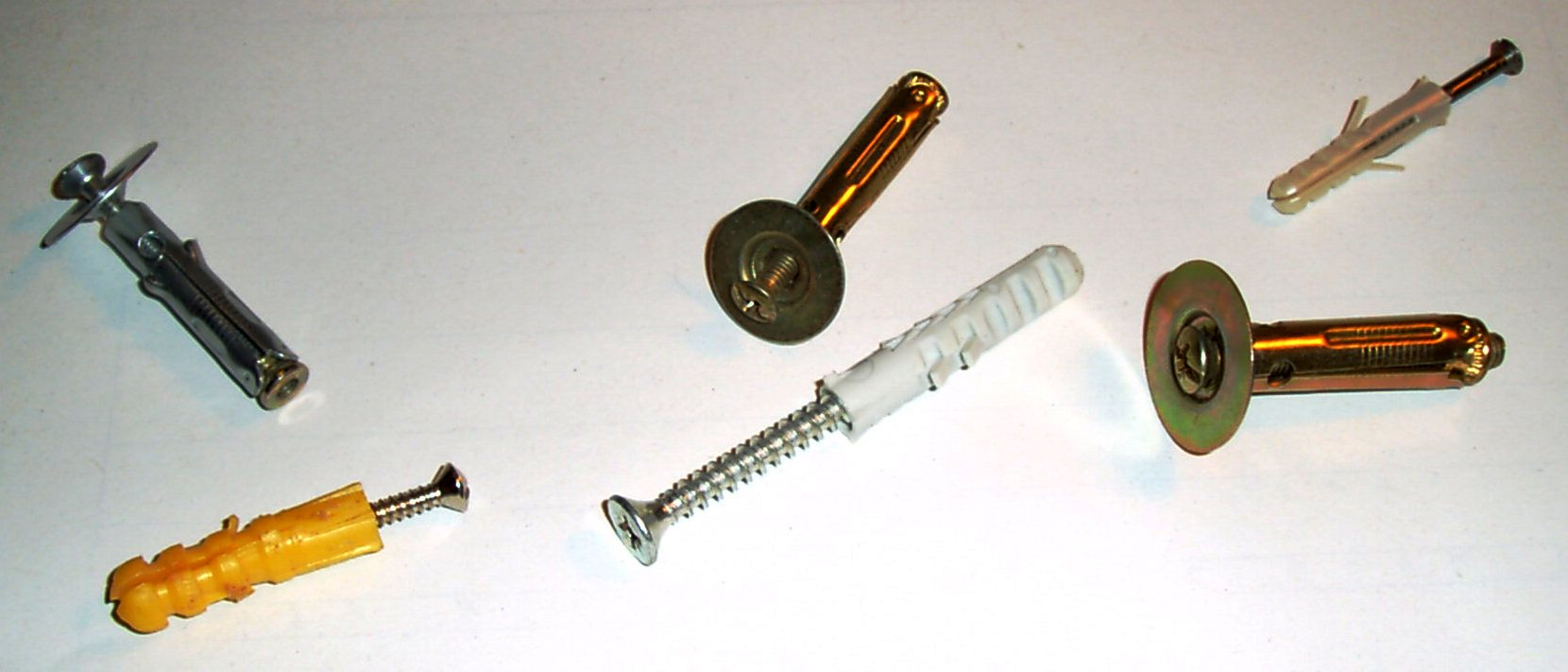
Exemples de chevilles.

Une cheville (parfois tampon en Suisse romande) est un système d'assemblage et de liaisonnement employé dans divers domaines. Elle peut consister en un élément servant à fixer solidement une vis dans un élément qui peut être un mur ou une cloison. Elle peut aussi consister en une tige en bois qui vient complémentairement à un assemblage en bois assurer la liaison entre deux éléments.
Il existe plusieurs types de chevilles, qui ont chacun une utilisation spécifique. 

## Types

### Cheville mécanique

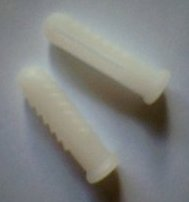
Chevilles en plastique.

La cheville mécanique peut être en plastique ou en métal. Dans le commerce son diamètre minimum est de quatre millimètres, le diamètre de trois millimètres est abandonné en 1995. La cheville moderne en plastique est adaptée à des matériaux tels la brique, les moellons et les matériaux creux en général. Un perçage du matériau est nécessaire avant sa mise en œuvre. Le principe de maintien repose sur une déformation mécanique. Suivant les modèles, elles se bombent à l'intérieur du matériau ou elles s'écartent contre les parois intérieures du trou.
La cheville de type Molly est une cheville métallique adaptée à la fixation par vis dans une plaque de plâtre. Une pince spéciale permet sa mise en place par tirage à l’aide d’une vis engagée dans la cheville. À la traction, la cheville se replie, en forme d'étoile, à l'intérieur du matériau par un principe similaire au rivetage. La vis de fixation définitive doit avoir un pas de vis correspondant à celui de la cheville utilisée.
Il existe un autre type de cheville métallique destinée aux fixations devant subir de fortes sollicitations dans des matériaux denses tel que le béton. Son insertion se fait après un perçage préalable dans le matériau. Le fonctionnement est basé sur le maintien de la cheville par son écartement à l'intérieur du trou de réception. Dans le principe, la force de serrage de la vis à métaux ou de l'écrou augmente la pression exercée par la cheville sur les parois du perçage.
La plupart des marques actuelles produisent des chevilles en plastique, conçues pour la première fois en 1958 par l'inventeur allemand Artur Fischer.

### Cheville chimique
Pour certains usages dans des matériaux creux, il peut être nécessaire de recourir à une cheville chimique. Après perçage et évacuation totale des poussières par soufflage pneumatique, on injecte dans le trou un produit bicomposant se trouvant dans une double seringue qui débite le dosage nécessaire de résine et de catalyseur. Le mélange obtenu remplit l'espace et durcit en quelques minutes, donnant un scellement définitif de la fixation.

## Domaines

### Menuiserie

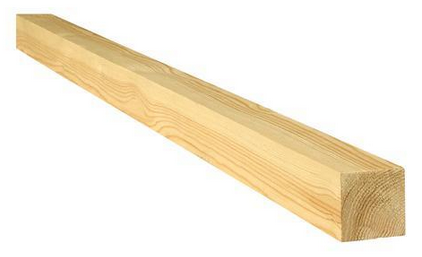
Cheville en bois

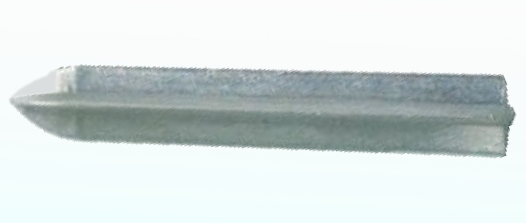
Cheville métallique

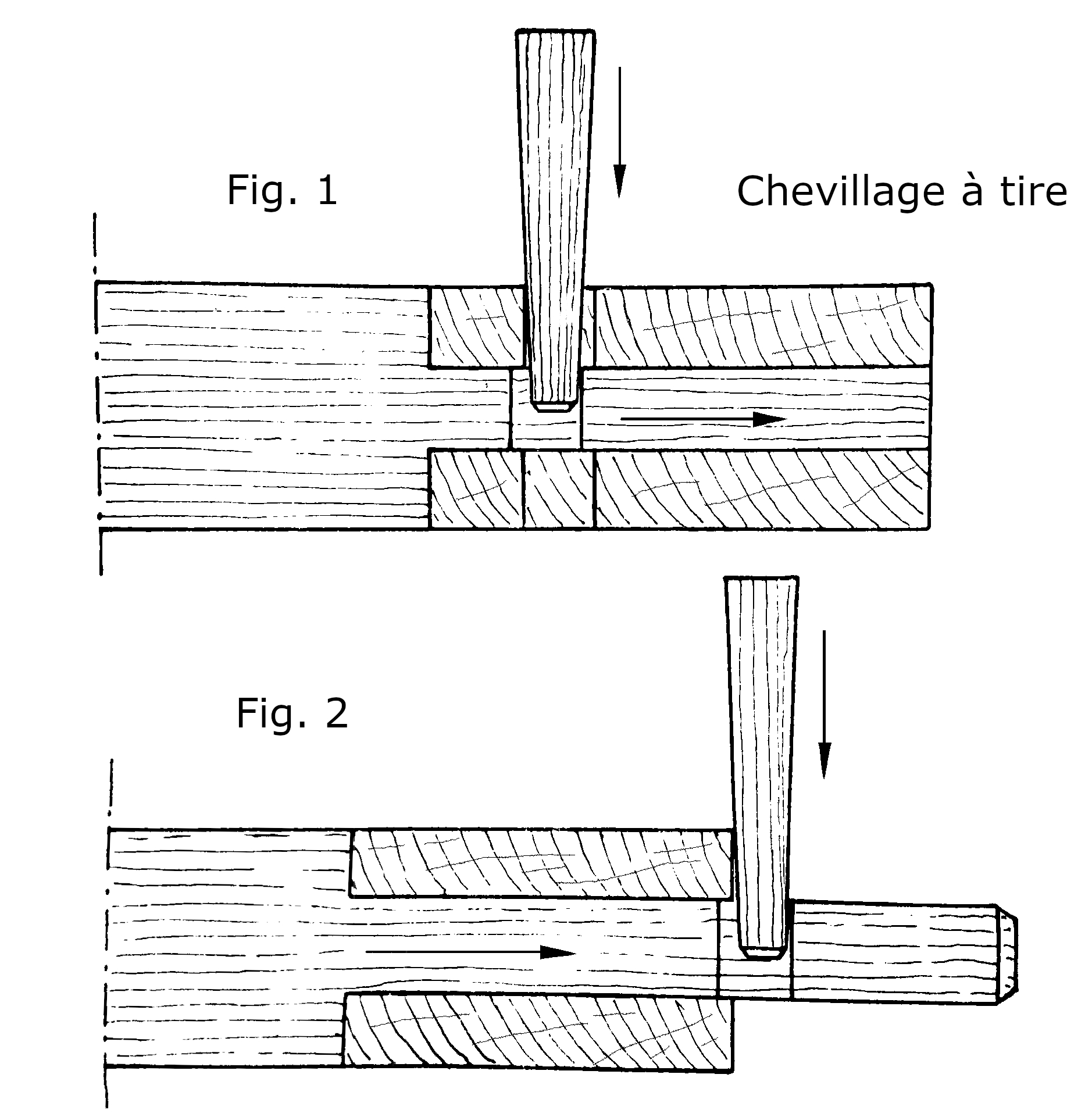
Principe du chevillage à tire

La cheville en bois est une pièce mécanique servant à maintenir un assemblage de menuiserie ou de charpente à tenon et mortaise. Utilisée pour les menuiseries devant subir de fortes contraintes, elle maintient serré l’assemblage, en assure sa solidité, sans l’inconvénient du collage et, par conséquent, permet un démontage éventuel de l’ouvrage. 
Il existe deux méthodes de chevillage :
- le chevillage simple ;
- le chevillage à la tire[2].

#### Chevillage simple
Les pièces sont assemblées, serrées à l’aide de serre-joints ; des trous sont percés à travers l’assemblage et les chevilles bois y sont enfoncées au marteau. Pour un gain de temps, les chevilles bois sont remplacées, au milieu du XXe siècle, par des chevilles métalliques qui ne nécessitent pas de perçage.

#### Chevillage à la tire
Le perçage du tenon est décalé vers l’arasement (Fig.1). De ce fait, lorsqu’on enfonce la cheville bois celle-ci exerce une pression sur l’arasement pour bloquer la traverse sur le montant. Cette façon de procéder dispense l’utilisation d’outils de serrage. Lorsque le tenon est très épais, le chevillage à tire peut se faire en dehors de la mortaise (Fig.2).

Principe de fixation.

La cheville est généralement de section carrée et de forme légèrement pyramidale. Pour ses dimensions, la section du petit bout s’inscrit dans la circonférence du perçage et la section de la plus grande extrémité doit circonscrire cette même circonférence. Le bois principalement utilisé en cheville est le chêne ou l’acacia pour leurs propriétés mécaniques respectives. On obtient le profil conique en utilisant une boîte à cheville et un rabot.

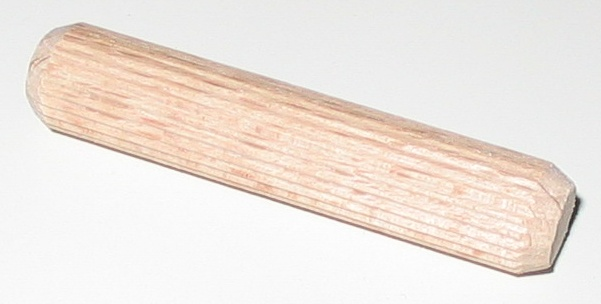
Tourillon.

#### Tourillon
Le nom de cheville est souvent employé pour cette petite pièce de bois cylindrique généralement usinée dans du hêtre. Son utilisation largement répandue aujourd’hui et son emploi dans le mobilier en kit lui valent la réputation qu’elle connaît aux yeux de tout le monde. Le tourillon nécessite un collage ou l’ajout d’un système de vissage pour assurer le maintien des pièces jointées. Il est important de souligner que ce petit élément ne se nomme pas cheville dans le milieu professionnel. On utilise parfois comme synonyme de tourillon de manière fautive le mot goujon. 
Dans la charpente navale on parle de gournables.

### Utilisation domestique

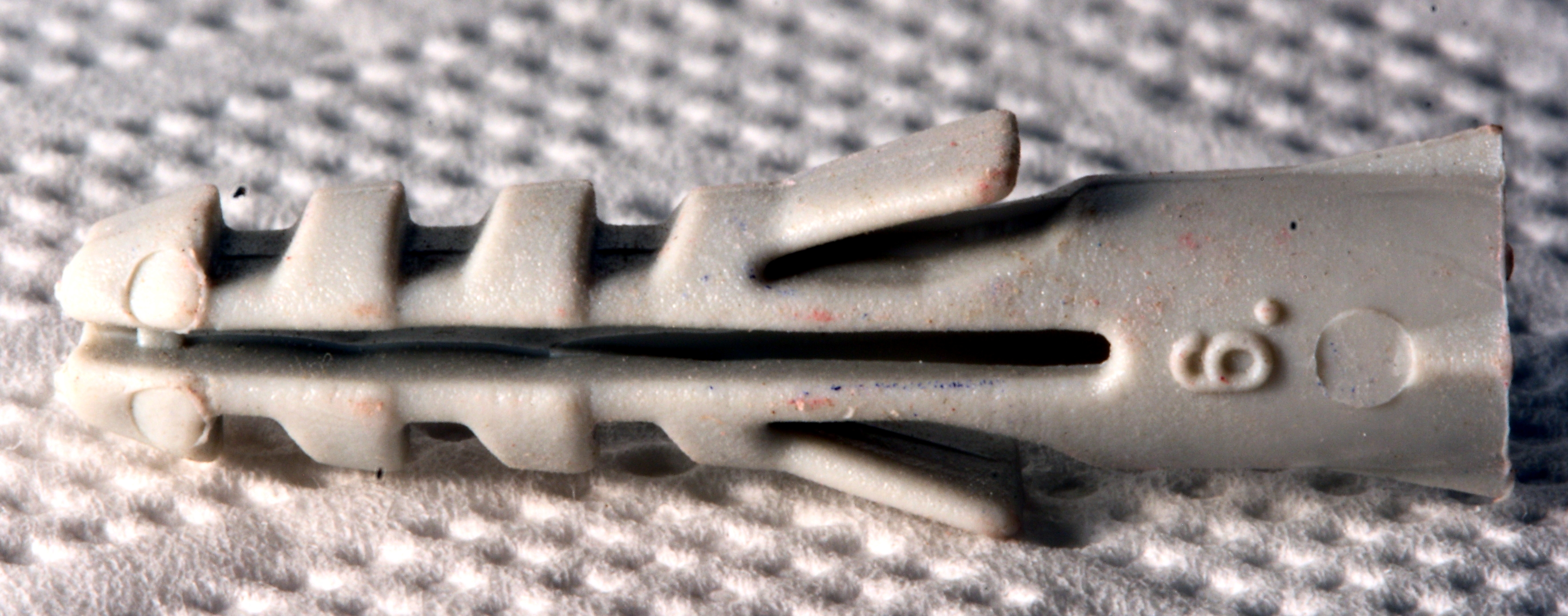
Une cheville de diamètre 6, à utiliser avec une mèche de même diamètre.

En utilisation domestique, on emploie le perçage avant de glisser dans l'orifice une cheville destinée à accueillir une vis, la plupart du temps pour fixer un objet contre un mur. Le diamètre de la mèche utilisée doit être égal à celui de la cheville. Les valeurs numériques sont généralement indiquées sur la cheville et sur la mèche. De manière générale, il s'agit de percer au minimum la longueur de la cheville, l'orifice de la cheville devant affleurer la surface du trou. Il faudra néanmoins tenir compte de la longueur totale de la vis pour déterminer la profondeur minimale du trou.